# 南阿蘇村立立野小学校
南阿蘇村立立野小学校（みなみあそそんりつたてのしょうがっこう）は、熊本県阿蘇郡南阿蘇村にあった小学校である。

## 沿革
- 1878年(明治8年) - 大林校の支校として立野学校創立。
- 1895年(明治25年) - 立野尋常小学校として独立。
- 1908年(明治41年) - 瀬田東部尋常小学校と改称。
- 1917年(大正6年) - 瀬田東部尋常高等小学校と改称。
- 1941年(昭和16年) - 瀬田東国民学校と改称。
- 1947年(昭和22年) - 瀬田村立瀬田東小学校と改称。
- 1956年(昭和31年)8月1日 - 立野が長陽村に編入されたため、長陽村立立野小学校と改称。
- 2005年(平成17年)2月13日 - 南阿蘇村立立野小学校と改称。
- 2012年(平成24年)3月 - 南阿蘇村立長陽小学校、南阿蘇村立長陽西部小学校と統合し南阿蘇村立南阿蘇西小学校となる。

## 学校周辺
- 熊本県道174号立野停車場線
- 立野駅